# 2003 QT90
2003 QT90, também escrito como 2003 QT90, é um objeto transnetuniano que está localizado no Cinturão de Kuiper, uma região do Sistema Solar. Este corpo celeste é classificado como um cubewano. Ele possui uma magnitude absoluta de 6,3 e tem um diâmetro estimado com 242 km.

## Descoberta
2003 QT90 foi descoberto no dia 25 de agosto de 2003 pelo astrônomo Marc W. Buie.

## Órbita
A órbita de 2003 QT90 tem uma excentricidade de 0,000 e possui um semieixo maior de 45,806 UA. O seu periélio leva o mesmo a uma distância de 45,806 UA em relação ao Sol e seu afélio a 45,806 UA.